# Pieter Simon Westerkamp
Pieter Simon Westerkamp (Siddeburen, 20 februari 1922 – Groningen, 7 januari 1999) was een Nederlands telepaat, paragnost, illusionist, oud-SS'er, communist, zakenman en charlatan. Hij gebruikte de artiestennamen Rabindra, Peter Rabindra, Peter Robinson, Mordini, Bordini, Borodinie en Bordinie, schuilnaam Dr. Kuiper.

## Jeugd en oorlogstijd
Westerkamp groeide op te Noordbroek in de arbeiderswijk De Polder (later Gockingalaan), als oudste zoon van de landarbeider en tuinder Jakob Westerkamp. De vader was actief in de Communistische Partij Holland (fractie Amstel) en werd als links-extremist door de overheid in de gaten gehouden. Na de Duitse inval in mei 1940 sloot de familie zich aan bij de NSB om aan eventuele vervolging te ontkomen.
Pieter was van beroep venter. Hij was lid van de Weerbaarheidsafdeling (WA) van de NSB, maar werd in september 1942 samen met een vriend door de kantonrechter veroordeeld wegens erfvredebreuk en mishandeling van een buurman bij wie hij een NSB-plakkaat wilde aanplakken. In hetzelfde jaar trad hij toe tot het SS-Wachbataillon Nordwest, dat later opging in de Landstorm Nederland. Naar eigen zeggen werd hij lid van de SS om voor de Amstel-communisten te spioneren. Maart 1943 mishandelde hij de joodse veehandelaar Dalsheim te Noordbroek; hij beweerde later dat hij deze voor een naderende razzia had willen waarschuwen. In Scheemda bedreigde hij een caféhouder.

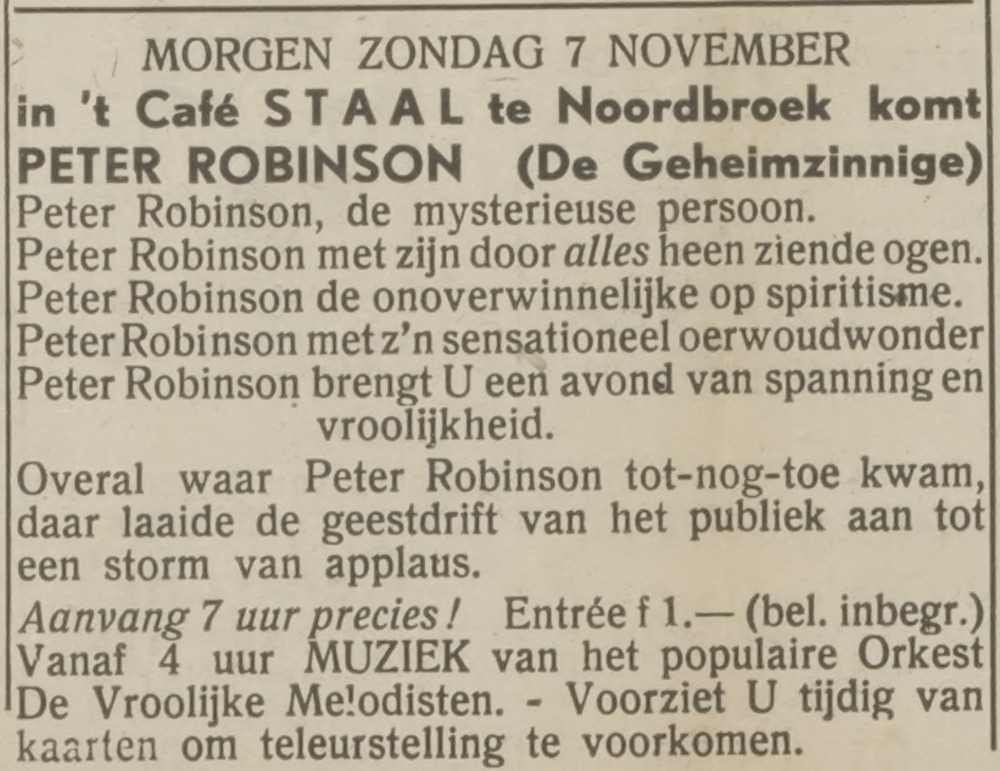
Advertentie voor een optreden van Pieter Westerkamp in zijn woonplaats Noordbroek, 7 november 1943 (uit: Nieuws- en Advertentieblad Duurswold, 6 november 1943).

Westerkamp interesseerde zich sinds zijn 18e voor het illusionisme. Hij noemde zichzelf later voormalig medewerker van de bekende Duitse illusionist Wilt Geilen uit Groningen (alias Prof. Melachini of Dr. Caligari, 1880-1974). Melachini trad maart 1942 op in Noordbroek en verzorgde datzelfde jaar optredens voor de Kriegsmarine. In 1943 maakte hij een tour door Noord-Nederland voor de Frontzorgactie van de WA. Mogelijk fungeerde Pieter als diens assistent. Van oktober tot december 1943 trad hij zelf minstens vijftien keer op in Oost-Groningen als Peter Robinson "de geheimzinnige, het levende oerwoudwonder", met muziek en dans na.
In 1944 werd hij als SS'er ingeschakeld bij de bewaking van Kamp Vught, maar ten tijde van de Operatie Market Garden in september 1944 deserteerde hij en werd gearresteerd door de Gestapo. Het SS- und Polizeigericht veroordeelde hem ter dood, maar naar eigen zeggen ontkwam hij aan terechtstelling door zijn bewaker onder hypnose te brengen, waarna deze herziening van het vonnis vroeg. Westerkamp werd vervolgens naar het Oostfront gestuurd, maar of hij daar is aangekomen, is niet duidelijk. Hij leerde Russisch, maar was al in het najaar van 1945 geïnterneerd in de Carel Coenraadpolder, waar ook zijn vader gevangen zat. Zijn 19-jarige broer Jan was eveneens in Duitse krijgsdienst getreden, maar vond in juni 1945 de dood toen hij illegaal de IJssel bij Zutphen probeerde over te zwemmen.
Het Bijzonder Gerechtshof te Leeuwarden veroordeelde Pieter Westerkamp op 1 december 1947 tot drie jaar gevangenisstraf en ontzegging van het actieve en passieve kiesrecht. Een verzoek tot gratie werd afgewezen; zijn Nederlanderschap vervallen verklaard. Tijdens het proces stelde de verdachte dat hij als communist achter de schermen van het nazisme had willen kijken. Hij betoogde met klem, dat hij geen verrader was, maar "iemand die zich met gevaar voor eigen leven voor de vrijheid van zijn land" had willen inzetten. Buurtgenoten ondersteunden zijn woorden.

## Telepaat en illusionist
Na zijn vrijlating in de herfst van 1948 begon Westerkamp met optredens als illusionist onder de artiestennaam Peter Rabindra. Hij adverteerde onder andere in het communistische dagblad De Waarheid. Al snel raakte zijn naam in Noord-Nederland bekend. Vanaf mei 1949 werd hij geassosteerd door zijn toekomstig echtgenote, een overlevende van de Jappenkampen, onder de naam "het Indisch medium Orelia". Een halfjaar later heette zijn assistente Fireedia. 
Rabindra viel vooral op door gelikte reclamecampagnes, grotendeels ontleend aan advertenties van collega's, waarbij hij zijn eigen vaardigheden schromelijk overdreef. Hij trok vooral aandacht met een portretfoto waarop twee röntgenstralen uit "zijn door alles heen ziende ogen" waren getekend. Op andere foto's droeg hij – net als zijn leermeester Melachini – een tulband met een diadeem. De naam Rabindra verwijst naar de liederenbundel Rabindra Sangeet van de Bengaalse nobelprijswinnaar Rabindranath Tagore en was bedoeld om Westerkamps activiteiten een mystiek tintje te geven. Hij had liever niet dat andere illusionisten zijn optredens bezochten; volgens hem wilden zijn trucs dan niet goed lukken.
Westerkamp organiseerde opnieuw bonte avonden met muziek en dansen na, waarbij hij verbazing opriep door mensen uit het publiek onder hypnose te brengen en vreemde toeren te laten uithalen. Ook hield hij als telepaat, helderziende en magnetiseur wekelijks zitting in bekende cafés in Groningen, Leeuwarden, Assen, Emmen en Enschede, waarbij klanten uit "de wereld der onontwaakten" hem tegen betaing vragen konden voorleggen.    
Vanwege zijn omstreden praktijken en zijn politieke achtergrond, ondervond hij  tegenwerking van de autoriteiten, die meermalen weigerden vergunningen voor zijn optredens te geven. Kennelijk om dit te omzeilen, maar ook om nieuwe klanten te trekken, hanteerde hij de artiestennaam Mordini, met een adres in Schildwolde. Hij liet zich bijstaan door de wichelroedeloper Bordini, vermoedelijk een alter ego van zichzelf, die voorgaf aardstralen onschadelijk te kunnen en de daarvoor geleverde apparaten te kunnen afstellen. Klachten als rheuma en astma zouden spoorslag verdwijnen.  
De artiestennaam Bordini leende Westerkamp van een onlangs overleden hypnotiseur uit Den Haag, die ooit in Noordbroek had opgetreden. De naam Mordini is ontleend aan de illusionist Mordini, een karakter uit de Amerikaanse film Find the Witness (1938), die in Nederland werd uitgebracht onder de titel Het perfecte alibi. De naam van de film raakte tevens verbonden met een politieke aanslag die in opdracht van Stalin in Rotterdam werd gepleegd. Westermans alternatieve artiestennaam lijkt daarom als politiek statement te zijn bedoeld. 
Westerkamp was lid van de CPN en trad in 1953 op bij een Stalin-herdenking te Siddeburen. Zijn grootste succes was in 1954 het vinden van het lijk van een verdronken meisje uit Apeldoorn, dat door een buurmeisje in een beerput was geduwd.

## Oplichter
Westerkamp kwam in 1951 voor het eerst weer in aanraking met justitie, nadat hij het huis van een boderijder die zijn vrouw had helpen weglopen met grof geweld was binnengevallen. In 1953 werd hij wegens gebrek aan bewijs in hoger beroep vrijgesproken van intimidatie, nadat hij een huishoudster ten onrechte had beschuldigd haar werkgever te hebben bestolen. Hij kreeg te maken met een uitzonderlijke overheidsboycot: in meerdere kranten verscheen een officiële oproep van de Groningse politiecommissaris om geen zaken met hem te doen. Zijn optredens werden verboden en toen Rabindra in Finsterwolde dit verbod trotseerde, werd  de politIe erop afgestuurd. Juni 1955 volgde een veroordeling wegens een illegale abortus. Daarop aansluitend kwam mei 1956 een veroordeling wegens oplichting.
Omdat optredens hem moeilijk werden gemaakt was Westerkamp enkele jaren eerder met een handel in aardstralenkastjes begonnen. Kunstig vormgegeven kistjes die plaatselijke middenstanders voor hem op bestelling maakten en die de ziekmakende aardstralen met "ultra-microdemonische golven" of "ultra mica diminente volts” te lijf zouden gaan, bleken te zijn gevuld met koperdraad en oud ijzer. Doordat de prijzen die Westerkamp berekende (oplopend van fl. 175 tot fl. 1375), waren afgestemd op de draagkracht van de kopers, liep hij tegen de lamp. De zaak trok veel aandacht; aardstralen stonden flink in de belanstelling. Westerkamp ontkende iedere kwade opzet en noemde zichzelf in zijn slotwoord "één der grootste telepaten van Nederland", maar kreeg wel een halfjaar extra gevangenisstraf opgelegd.  Ook zijn huwelijk strandde en de goodwill die hij bij een deel van het publiek had opgebouwd, stond onder druk. Jouralisten toonden aan dat de successen die hij claimde, niet aan hem te danken waren. 

## "Bordinie"
Vanaf juli 1957 tot juni 1963 hield Westerkamp onder de naam Borodinie, later Bordinie of Bordini spreekuur in Apeldoorn, Deventer, Tilburg, Eindhoven en andere steden. In Twente bleef hij actief onder de naam Rabindra, maar in het Noorden lag alles waarschijnlijk sinds 1954 stil. Een tijdlang ontving hij klanten in een bovenwoning te Amsterdam. Vermoedelijk was hij ook actief in Duitsland en België. In 1960 bezocht hij het 80e verjaardagsfeest van zijn leermeester te Norden.
De belangstelling voor helderziendheid en telepatie liep in de welvaartsjaren na 1960 terug, zodat er voor Westerkamp in dit vak geen goede boterham meer te verdienen was. Desondanks bleef zIjn reputatie grotendeels intact; wanhopige mensen bleven hem brieven sturen die hij tegen betaling beantwoordde. De lijst van verminste personen die hij beweerde opgespoord te hebben, groeide met de jaren.

## Zakenman
Januari 1961 huwde Westerkamp in Hamburg een boerendochter uit Holstein, die hem aanvankelijk bij zijn schaarse optredens assisteerde. Met haar begon hij in 1962 een handel in gebruikte tv's uit Duitsland, die hij "zo goed als nieuw" aan de man bracht. In 1966 verhuisde het echtpaar naar de Langeleegte te Veendam. Zijn praktijk als helderzienden hing Westerkamp voorlopig aan de wilgen. 
In 1967 kwam hij in het nieuws toen hij tijdens een politieke avond in Delfzijl PSP-Kamerlid en oud-communist Henk Gortzak van collaboratie beschuldigde. Hij suggereerde dat hij zelf had gezien hoe Gortzak door de Gestapo uit Kamp Vught was vrijgelaten. Het Kamerlid ontkende ten stelligste en dreigde met angifte wegens laster, maar Westerkamp en zijn medestanders wilden het graag voor de rechter uitvechten. Hoe de rel is afgelopen, is niet bekend geworden. Westerkamp zocht opnieuw de publiciteit, nu om televisies te verkopen. Zijn succesvolle overstap naar het zakenleven rechtvaardigde hij als "een vorm van anti-fascistische agitatie". Zijn paspoort had hij inmiddels terug. In 1970 gaf hij in Veendam een benefietoptreden voor Biafra, samen met de bekende Oostenrijkse zanger Freddy Quinn.

## Succesvol helderziende
Na een volgende scheiding begon Westerkamp opnieuw met optredens en zittingen in horecagelegenheden her en der in het land. Hij vestigde zich tijdelijk in zijn geboortedorp Siddeburen; maar verhuisde in 1979 weer naar Veendam. De markt voor helderzienden trok in de jaren zeventig weer aan, de handel in gebruikte tv's was daarentegen over zijn hoogtepunt heen. 

Via een interview in de Noord-Ooster kondigde Westerkamp eind 1975 zijn terugkeer als hypnotiseur en helderziende aan. Daarbij nam hij stelling tegen het kapitalisme. Leden van de bezittende klasse dienden bij hem 50 gulden voor een consult te betalen, maar wie daartoe niet in staat was, zou gratis geholpen worden. Kort daarna begon hij weer te adverteren. Ook het Bredase dagblad De Stem interviewde hem en karakteriseerde zijn verschijning als "een gezette, wat kalende man met een sterk Gronings accent … in een donkerblauw pak … een kruising tussen een gefortuneerde hereboer en een bedrijfsdirecteur, die zich strategisch heeft opgesteld tegenover een sollicitant". Hij was bovendien een snelle prater. Zelfs het mannenblad Rits besteedde aandacht aan hem. Tegenover de Leeuwarder Courant stelde Rabindra in 1980:
U moet goed luisteren ... Het Evangelie is het helemaal, maar het moet goed toegepast worden. Ik heb te veel vuiligheid gezien die door het geloof gedekt werd. Jezus was een revolutionair en is daarom ter dood gebracht ... Schrijft u maar in de krant dat ik voor goede doelen kosteloos optreed. Wie geld heeft laat ik betalen, maar veel van de verdrukten en verworpenen der aarde hebben dat niet.
De dagelijkse kost verdiende Westerkamp intussen als autoverkoper. Hij baarde later opzien met de goudkleurige Mercedes-Benz 380 SE waarin hij reed en schepte op over vakanties in het door hem geliefde Oost-Europa. Een jeugdkameraad trad op als chauffeur en nam bij optredens als stille handlanger zitting in de zaal. Zijn advertenties werden steeds gewaagder; hij schermde met de duizenden persverslagen en dankbetuigingen die hij zou hebben gekregen. Zijn portret – met de lichtstralen uit zijn ogen – bleef zijn belangrijkste beeldmerk.

## Leerschool
Om zich heen verzamelde Rabindra enkele leerlingen, waaronder zijn schoonzoon Heino Nieland uit Veendam, die onder de artiestennaam Milarepa helderziende adviezen gaf. Ook Milarepa liet zich tegenover de pers als fel tegenstander van het kapitalisme kennen. In hun kielzog verschenen weer andere helderzienden als de Limburgse J. de Milly alias Françoise "Clair Voyeuse"  Simons, die bij Westerkamp introk, verder de Poolse Nanny Koendalini en de Indonesische helderziende P.A. Charles alias Kabir uit Noordbroek. Diens mystiek bedoelde artiestennaam verwees opnieuw naar het werk van Rabindranath Tagore.  
De groep bediende zich van dezelfde postadressen, cafés en reclameslogans als Rabindra zelf. Het zwaartepunt van zijn activiteiten lag nog altijd in Groningen en Leeuwarden, daarnaast in oostelijk Brabant en Limburg (Eindhoven, Maastricht, Sittard). In andere streken kreeg hij minder voet aan de grond. 
Bekende paragnosten hekelden zijn praktijken, die als oplichting en geldklopperij werden betiteld. Via de media daagde Rabindra hen tevergeefs uit tot een openbare krachtmeting. De Leeuwarder goochelaar Ritsko van Vliet, een andere leerling van Prof. Melachini uit de oorlogsjaren, durfde het debat wel aan, maar dat wilde Rabindra weer niet. Ook kreeg hij kritiek omdat hij zich in de titels en eerbewijzen van Melachini toe-eigende. Westerkamp sprak over een misverstand dat door de opsteller van de betreffende advertenties was veroorzaakt.
Sinds 1982 woonde Westerkamp in Muntendam, het jaar daarop vertrok hij tijdelijk naar Duitsland. Hij ging zich daarna – net als zijn schoonzoon – erkend Heilpraktiker noemen. Na thuiskomst mei 1984 ging hij op zoek naar een nieuwe assistente die tevens de huishouding zou moeten doen. In 1986 trad hij voor de derde keer in het huwelijk met een 24 jaar jongere Poolse; een stiefdochter assisteerde hem enige tijd bij optredens. In 1997 had hij weer een andere assistente: Czarna Madonna. 
Hij noemde zich inmiddels een paragnost met 57 jaar ervaring. De laatste advertentie dateert van maart 1998; hij noemt zich daarin nog altijd telepaat, psychometrist, helderziende en Heilpraktiker. Het jaar daarop stierf hij onverwacht op 76-jarige leeftijd tijdens een ziekenhuisopname .
Pieter Westerkamp liet twee dochters na.